# Ley de Goodhart
La ley de Goodhart enuncia, aunque puede expresarse con diversas formulaciones, que cuando un indicador socioeconómico u otra medida sustituta se convierte en el objetivo de políticas socioeconómicas, pierde el contenido informativo que podía cualificarla para jugar ese papel. Su promotor, Charles Goodhart, que fuera asesor del Banco de Inglaterra y profesor emérito de la London School of Economics, dio nombre a la ley.
Goodhart enunció en un artículo la ley por primera vez en 1975, ganando popularidad con el intento por parte del gobierno del Reino Unido de Margaret Thatcher de dirigir la política monetaria sobre la base de los objetivos de la masa monetaria en sentido amplio y estrecho, aunque tal idea fuese mucho más antigua. Ideas muy similares se conocen con otros nombres, e.g., la ley de Campbell (1976) y la crítica de Lucas (1976). La ley está implícita en la idea económica de las expectativas racionales.
A pesar de que se originó en el contexto de las respuestas del mercado, la ley tiene implicaciones profundas para la selección de los objetivos de alto nivel en las organizaciones.
Se ha enunciado que la estabilidad de la recuperación económica que tuvo lugar en el Reino Unido bajo el gobierno de John Major a finales de 1992 y en adelante fue el resultado de la ley de Goodhart inversa: si la credibilidad económica de un gobierno está suficientemente dañada, entonces sus objetivos se ven como irrelevantes y los indicadores económicos recuperan su fiabilidad como guía para las políticas económicas.[cita requerida]

## Expresiones alternativas
- Cualquier regularidad estadística observada tenderá a desplomarse una vez se presione para utilizarla con propósitos de control.

(Formulación original de Goodhart en 1975)
- Un modelo de riesgo se viene abajo cuando se usa con un propósito regulador. (Daníelsson, 2002)

(Daníelsson etiqueta tal afirmación como un corolario de la ley de Goodhart.)
- La ley de Goodhart es una expresión generalizada en ciencias sociales de la famosa crítica de Lucas en economía o la ley de Campbell en la evaluación de políticas públicas.